# 于滋潭
于滋潭（1911年—1987年），山东牟平人。中华人民共和国科学家。
毕业于天津河北省立工学院，1936年赴美国密歇根大学、伊利诺伊大学学习，获硕士学位。1941年回国，担任西北工学院、西北大学教授。中华人民共和国成立后，担任轻工业部造纸局造纸所工程师。